# روابط افغانستان و ویتنام
روابط افغانستان و ویتنام (ویتنامی: Quan hệ Việt Nam – Afghanistan) به روابط دیپلماتیک میان افغانستان و ویتنام اشاره دارد.

## تاریخ
هم‌اکنون روابطی میان دو کشور آسیایی افغانستان و ویتنام وجود ندارد، اما پیش‌تر آن‌ها روابط داشتند. در ۱۶ سپتامبر ۱۹۷۴، بین جمهوری افغانستان به رهبری محمد داوود خان و ویتنام در طول جنگ ویتنام روابط دیپلماتیک تشکیل داده شد.
سفارت ویتنام در کابل در سال ۱۹۷۸ در زمان حکومت افغانستان پس از انقلاب ثور افتتاح شد. هر دو جمهوری ویتنام و افغانستان کشورهای کمونیستی و متحدان اتحاد جماهیر شوروی بودند.
در مناظره سازمان ملل متحد در ژانویه ۱۹۸۰، ویتنام یکی از چهار کشوری بود که از دخالت شوروی در افغانستان پشتیبانی کرد.
دو کشور در سال ۱۹۸۷، یک موافقت‌نامه معافیت روادید دیپلماتیک امضا کردند.
پس از سال ۱۹۹۲ و فروپاشی دولت سوسیالیست در افغانستان، ویتنام سفارت خود در کابل را تعطیل کرد. سفارت افغانستان در ویتنام نیز در ژوئن ۱۹۹۳ تعطیل شد. امور سفارت کابل، به سفارت ویتنام در پاکستان تغییر یافت و همچنین امور سفارت افغانستان در ویتنام، به سفارت افغان در چین تغییر یافت.
ویتنام دولت افغانستان حامد کرزی را در دسامبر ۲۰۰۱ به رسمیت شناخت و پس از آن کمک‌های بشردوستانه را در قالب کالا ارائه کرد.
در سال ۲۰۲۰، اشرف حیدری سفیر افغانستان در سریلانکا با همتای ویتنامی خود فام نگوک ملاقات کرد. حیدری اظهار داشت:
ما به راستی از دیدن رشد سریع و قابل توجه ویتنام پس از سال‌های جنگ کشور شگفت‌زده شده‌ایم. به همین دلیل است که ما مشتاقانه منتظر یادگیری درس‌های مرتبط از ویتنام برای به‌کارگیری در افغانستان پس از جنگ و در دروان صلح هستیم.